# Incilius marmoreus
Espèce
Synonymes
- Bufo marmoreus Wiegmann, 1833
- Bufo argillaceus Cope, 1868
- Bufo lateralis Werner, 1894
- Bufo eiteli Ahl, 1927 "1926"

Statut de conservation UICN

 LC  : Préoccupation mineure
Incilius marmoreus est une espèce d'amphibiens de la famille des Bufonidae.

## Répartition

Distribution

Cette espèce est endémique du Mexique,. Elle se rencontre sur la côte pacifique, du Sud du Sonora au Nord du Chiapas et sur la côte atlantique au Veracruz.

## Publication originale
- Wiegmann, 1833 : Herpetologische Beiträge. I. Über die Mexicanischen Kröten nebst Bemerkungen über ihnen verwandte Arten anderer Weltgegenden. Isis von Oken, vol. 26, p. 651–662 (texte intégral).